# Лейбов, Яков Соломонович
Я́ков Соломо́нович Ле́йбов (18 декабря 1902, Освея, Витебская губерния — 12 января 1945, Шаторальяуйхей, Боршод-Абауй-Земплен) — советский оператор игрового и документального кино, фронтовой кинооператор во время Великой Отечественной войны.

## Биография
Родился в посёлке Освея Витебской губернии (ныне Витебская область, Белоруссия) в еврейской семье. В 1921 году был секретарём волостного исполкома Освеи. С 1922 года — инструктор военкомата и уполномоченный уездного исполкома и продкома. В 1922—1923 годах работал в военно-политической школе Западного военного округа. В 1923—1925 годах в Красной армии. Член РКП(б) с 1925 года.
Карьеру в кино начал в 1926 году — фотографом на фильме «Не так страшен чёрт» на Ленинградской студии «Белгоскино», в 1927—1930 годах — оператор на кинофабриках «Совкино» (впоследствии «Союзкино») в Ленинграде, там же в 1929 году окончил операторский факультет фотокинотехникума. С 1930 по 1933 год — на Московской кинофабрике «Союзкино» / «Росфильм». В период с 1933—1935 годов в Красной армии. После демобилизации — на кинофабрике «Украинфильм» в Одессе, откуда с начала войны вместе со студией был эвакуирован в Ташкент. С апреля 1942 года — оператор кинохроники на Ташкентской киностудии.

Он не раз настойчиво обращался в Кинокомитет с просьбой направить его во фронтовую кинохронику. Но на фронт его не взяли, хотя и зачислили в резерв — и по состоянию здоровья, и потому, что от оператора художественных фильмов больше пользы было на студии, чем на передовой. Но, оказавшись в Ташкенте, он специально перешёл на хронику, чтобы быть готовым к съёмкам на фронте.
— В. И. Фомин, «Плачьте, но снимайте! Советская фронтовая кинохроника 1941–1945 гг.»
С октября 1944-го — в киногруппе 4-го Украинского фронта, где уже на двадцатый день был представлен командованием к ордену, а вскоре ему было присвоено звание майора.
Погиб на фронте 12 января 1945 года от попадания осколка снаряда в голову. Похоронен в городе Шаторальяуйхей (Венгрия).

## Фильмография

### Игровые
- 1929 — Генерал Топтыгин (совм. с П. Паллеем)
- 1930 — Лягавый (совм. с П. Паллеем)
- 1931 — Герои Мархоты (совм. с Г. Егиазаровым)
- 1933 — Гарри занимается политикой
- 1935 — Кондуит
- 1938 — Педро
- 1941 — Боксёры

### Документалистика
- 1930 — Забытый фронт / Наш ультиматум
- 1930 — Пушнина в СССР
- 1937 — Союзкиножурнал № 25 (совм. с группой операторов)
- 1940 — Зерно
- 1942 — Союзкиножурнал № 15 (совм. с группой операторов)
- 1942 — Союзкиножурнал № 74 (совм. с группой операторов)
- 1943 — Антифашистский митинг народов Средней Азии (совм. с А. Булинским)
- 1943 — Памяти Ахунбабаева (совм. с группой операторов)
- 1943 — Съезд мусульман и выборы духовного управления Средней Азии и Казахстана
- 1944 — Добровольцы Закарпатской Украины вступают в Красную армию
- 1944 — Русские дети в Закарпатской Руси
- 1945 — Мусульмане (совм. с группой операторов)

## Награды
- орден Отечественной войны 2 степени (5 февраля 1945, посмертно)[4]

## Память
- Имя Я. С. Лейбова увековечено на мраморной доске памяти, что находилась на ЦСДФ, Лихов пер., 6 — в память о 43-х работниках студии, погибших на фронтах Великой Отечественной войны при выполнении профессионального долга[1][комм. 2]
- Имя Я. С. Лейбова также на мемориальной доске памяти кинематографистов, погибших в годы Великой Отечественной войны, находящейся в московском Доме кино[1]

## Комментарии
1. ↑  В более ранних справочных издания даётся ошибочная дата смерти Я. С. Лейбова — апрель 1944 года[5] или сентябрь 1944[6]. Свидетелем смерти Лейбова в январе 1945 года был его напарник по киногруппе О. В. Иванов — в Музее кино хранится его рассказ-воспоминание[3].
2. ↑  После передачи здания ЦСДФ в 2005 году РПЦ доску «Вечная слава павшим за Родину 1941—1945» неоднократно перевозили по новым адресам РЦСДФ, а после окончательной ликвидации студии в марте 2017 года она была передана на хранение в Дом ветеранов кино в Матвеевском. С 2020 года помещена в экспозицию Музея кино[1].